# Хохлатый трахифонус
Хохлатый трахифонус (лат. Trachyphonus vaillantii) — вид птиц из семейства африканских бородаток. Выделяют два подвида. Видовое название дано в честь французского орнитолога Франсуа Левальяна.

## Описание
Размер около 22 см. Голова жёлто-оранжевая, имеются красноватые вкрапления. На темени длинный черный хохолок. Крылья и грудь тёмно-серые с белыми крапинками. Нижняя часть тела жёлтая с красными полосками, но на брюшке они отсутствуют.
Хвост также тёмно-серый, кончик белый, у основания есть красное пятно. Клюв бледный.

## Питание
Питаются в основном беспозвоночными, а также фруктами и ягодами.

## Размножение
В сезон размножения моногамные и территориальные птицы. Гнездятся в дуплах деревьев. Обычно гнезда располагаются на высоте от одного до четырех метров над уровнем земли. Яйца откладываются с сентября по декабрь. В кладке от одного до пяти яиц. Насиживает преимущественно самка в течение 13—17 дней. Оба родителя выкармливают птенцов насекомыми. Птенцы оперяются примерно через 31 день. За сезон размножения зарегистрировано до пяти выводков.

## Подвиды и распространение
Выделяют два подвида:
- T. v. suahelicus Reichenow, 1887 — от центра Анголы и юго-востока Демократической Республики Конго до севера Танзании и центра Мозамбика
- T. v. vaillantii Ranzani, 1821 — от юга Анголы до юга Мозамбика и востока Южной Африки